# Mianchenghuizu (köpinghuvudort i Kina, Hubei Sheng, lat 30,20, long 113,22)
Mianchenghuizu (kinesiska: 沔城回族, 沔城回族镇) är en köpinghuvudort i Kina. Den ligger i provinsen Hubei, i den centrala delen av landet, omkring 110 kilometer sydväst om provinshuvudstaden Wuhan. Antalet invånare är 17 140. Befolkningen består av 8 295 kvinnor och 8 845 män. Barn under 15 år utgör 15,0 %, vuxna 15-64 år 72 %, och äldre över 65 år 11,0 %.
Runt Mianchenghuizu är det tätbefolkat, med 356 invånare per kvadratkilometer. Närmaste större samhälle är Chenchang, 14,8 km väster om Mianchenghuizu. Trakten runt Mianchenghuizu består till största delen av jordbruksmark.
Genomsnittlig årsnederbörd är 1 462 millimeter. Den regnigaste månaden är maj, med i genomsnitt 197 mm nederbörd, och den torraste är december, med 25 mm nederbörd.